# Arcostematos
Os arcostematos (Archostemata) são uma subordem de insectos coleópteros. O grupo inclui espécies caracterizadas por antenas filiformes, mandíbulas sem dentes articulados, asas não franjadas e de nervação bem desenvolvida. Estes besouros têm em média entre 7 a 17 mm de comprimento. É a menor sub-ordem de coleópteros e contém um pequeno número de espécies (comparado com os cerca de 350,000 tipos de besouro conhecidos) organizadas em 4 famílias.
Possui três espécies nativas do Brasil, com uma outra invasora, de origem estadunidense.